# Adda di Bernicia
Adda (nato Adda Iding Bernicia Cyning) (VI secolo) era re di Bernicia negli anni 560 - 568.
Succedette al re Glappa che aveva forse usurpato il trono alla morte del padre di Adda, il re Ida, l'anno precedente, e che fu forse sconfitto e ucciso da Adda stesso.
Viene menzionato tra i figli del re Ida da Nennio nella Historia Brittonum, mentre i "Moore Memoranda", gli attribuiscono otto anni di regno.
Gli succedette Aethelric, suo figlio secondo l'Historia Brittonum e indicato invece nelle "Cronache anglosassoni" come un altro dei numerosi figli del re Ida.